# Акоста Фернандес, Кловис
Кловис Акоста Фернандес (порт. Clóvis Acosta Fernandes; 4 октября 1954, Баже, Риу-Гранди-ду-Сул — 16 сентября 2015, Порту-Алегри) — болельщик сборной Бразилии по футболу.

## Биография
Фернандес Кловис Акоста родился 4 октября 1954 года в Баже. Занимался предпринимательской деятельностью.
Свою карьеру болельщика начал в 1970 году. Был болельщиком «Гремио». За свою жизнь болельщика побывал на матчах сборной Бразилии в 60 странах мира, посетив более чем 150 встреч. Побывал на шести чемпионатах мира, шести Кубках Южной Америки, четырёх Кубках Конфедераций и на одной Олимпиаде. 8 июля 2014 года, когда сборная Бразилии уступила сборной Германии с разгромным счётом 7:1, операторы засняли плачущего Фернандеса. Именно после этого он и получил широкую известность.
До 1990 года Фернандес занимался бизнесом — открывал свою пиццерию. За несколько месяцев до начала чемпионата мира в Италии продал пиццерию. На свой второй чемпионат мира в США Фернандес поехал с сыном Франко Даниэлем, который помогал ему в переводе с английского.
В США Фернандес встретил нескольких таких же одержимых сборной, с кем познакомился ещё в Италии. Позже начала складываться футбольная группировка, получившая название Gaucho da Copa, которое было дано Фернандесу за его любовь к шляпам и усам. Группировка начала получать известность, о ней стали писать в бразильских газетах.

### Поздние годы
После разгромного поражения сборной Бразилии от сборной Германии на чемпионате мира 2014 года и его широкого освещения в прессе мировые СМИ облетела фотография Кловиса Фернандеса, плачущего во время матча. После матча Фернандес подарил свою реплику Кубка чемпиона немецкой фанатке.
Фернандес болел раком почки. В августе 2015 года отказался пройти курс химиотерапии, чтобы провести последние недели жизни с семьёй 16 сентября 2015 года, спустя 9 лет борьбы с раком, скончался.

## Семья
Кловис имел двух сыновей, двух дочерей, двух внуков и внучку.

## Посещённые турниры
Кловис поддерживал сборную Бразилии на следующих турнирах (полужирным выделены турниры, завершившиеся победой сборной Бразилии):
- Чемпионат мира 1990
- Чемпионат мира 1994
- Кубок Америки 1995
- Чемпионат мира 1998
- Кубок Америки 1999
- Чемпионат мира 2002
- Кубок Америки 2004
- Кубок конфедераций 2005
- Чемпионат мира 2006
- Кубок Америки 2007
- Кубок конфедераций 2009
- Чемпионат мира 2010
- Кубок Америки 2011
- Кубок конфедераций 2013
- Чемпионат мира 2014
- Кубок Америки 2015